# ヴォルフガング・オヴェラート
ヴォルフガング・オヴェラート（Wolfgang Overath, 1943年9月29日 - ）は、ドイツのサッカー選手。選手時代のポジションはミッドフィールダー。西ドイツ代表として3度のFIFAワールドカップに出場し、地元開催となった1974年大会において優勝の立役者となった。オベラートやオベラーツとも表記される。

## 選手経歴

### クラブ
オヴェラートは1953年に故郷のSSVジークブルク04でサッカーを始めると
、10代の頃から才能を示し西ドイツユース代表に選出され、欧州サッカー連盟主催のユーストーナメントに出場した。
1962年に1.FCケルンに入団。ケルンはハンス・シェーファーらを擁して1961-62シーズンのドイツ・サッカー選手権で優勝した強豪であり、1963年から開始されたブンデスリーガの創設メンバーにも名を連ねていたが、オヴェラートは1963-64シーズンのブンデスリーガにおいて開幕から3試合連続得点を決める活躍を見せ初優勝に貢献した。
クラブレベルでは一貫して1.FCケルンに在籍。1960年代から1970年代に掛けてはバイエルン・ミュンヘンとボルシア・メンヒェングラートバッハが国内を二分していたこともありタイトルには恵まれなかったが、1967-68シーズンと1976-77シーズンにDFBポカールで優勝した。一方で1976年から監督を務めていたヘネス・バイスバイラーと対立し、1977年5月に33歳で現役を引退した。

### 代表
西ドイツ代表としては1963年9月28日に行われたトルコ代表戦でデビュー。攻撃的ミッドフィールダーのポジションを獲得すると1966年にイングランドで開催された1966 FIFAワールドカップでは準優勝、1970年にメキシコで開催された1970 FIFAワールドカップでは3位入賞に貢献した。メキシコ大会でのプレーについてブラジルのメディアからは「プリマドンナの優雅さと宇宙飛行士の持久力、アインシュタインの知性を持つ選手」と評され、自身も後のインタビューにおいて「私にとって最高の大会だった」と評している。
その後、鼠蹊部の怪我の影響により代表から外れた間にギュンター・ネッツァーが台頭しUEFA欧州選手権1972の優勝に貢献したことから「オヴェラート不要論」が沸き起こった。一方、1974年に地元西ドイツで開催された1974 FIFAワールドカップを目前に控え、ネッツァーが体調を崩したことから再びポジションを獲得し、全6試合に出場し1次リーグ初戦のオーストラリア代表戦と2次リーグ第2戦のスウェーデン代表戦で得点を決める活躍を見せ優勝に貢献した。決勝のオランダ代表戦を最後にゲルト・ミュラーやユルゲン・グラボウスキと共に代表を引退したが、国際Aマッチ81試合に出場し17得点を記録した。

## 引退後
引退後はビジネスマンに転身し保険代理店や不動産業を手掛ける一方で、スポーツ用品メーカーのアディダスの役員を務めた。1991年から1998年にかけて古巣の1.FCケルンの取締役会に名を連ね、クラブ理事会の顧問を務めた後、2004年6月から2011年11月にかけて同クラブの会長を務めた。

## 人物
ポジションは攻撃的ミッドフィールダーを務め、中盤を幅広く動き回り、巧みなボールキープと左足から繰り出される長短の正確なパスで攻撃を組み立てた。フランツ・ベッケンバウアーによれば完全な左利きの選手であり、自身では「右足は体を支えるためだけに必要だ」と答えていたという。
1歳年下で同じポジションを務めるギュンター・ネッツァーとはライバル関係と評された。西ドイツ代表監督のヘルムート・シェーンは両者の同時期用を幾度か試みたもののプレーエリアが重なることもあり、共存は難しかったという。シェーンは「両者を一つのチームでプレーさせることは困難であり誰の得にもならない。チームにとっても当人たちにとってもだ」と評している。一方、オヴェラートは後のインタビューにおいて「ギュンターと私はライバル関係にもかかわらず良い友人だった。彼とはメキシコ大会で親しくなった後も友情を維持し続けている。ただし、一旦ピッチに立てば話は別だ。当時はポジションを巡ってプレッシャーを感じて不安定な心理状態になり、妻に『西ドイツ代表を辞退する』と告白したこともあった」と語っている。

## 個人成績

### クラブでの成績
出典
| クラブ成績 | クラブ成績     | クラブ成績 | リーグ | リーグ | カップ | カップ | ヨーロッパ | ヨーロッパ | 通算 | 通算 |
| クラブ     | リーグ         | シーズン   | 出場   | 得点   | 出場   | 得点   | 出場       | 得点       | 出場 | 得点 |
| ---------- | -------------- | ---------- | ------ | ------ | ------ | ------ | ---------- | ---------- | ---- | ---- |
| ケルン     | ブンデスリーガ | 1963-64    | 30     | 9      | 2      | 0      | 6          | 2          | 38   | 11   |
| ケルン     | ブンデスリーガ | 1964-65    | 27     | 9      | 0      | 0      | 7          | 1          | 34   | 10   |
| ケルン     | ブンデスリーガ | 1965-66    | 30     | 3      | 2      | 0      | 5          | 2          | 37   | 5    |
| ケルン     | ブンデスリーガ | 1966-67    | 33     | 6      | 4      | 1      | -          | -          | 37   | 7    |
| ケルン     | ブンデスリーガ | 1967-68    | 29     | 9      | 6      | 2      | 4          | 1          | 39   | 12   |
| ケルン     | ブンデスリーガ | 1968-69    | 34     | 6      | 1      | 0      | 8          | 1          | 43   | 7    |
| ケルン     | ブンデスリーガ | 1969-70    | 29     | 12     | 6      | 2      | -          | -          | 35   | 14   |
| ケルン     | ブンデスリーガ | 1970-71    | 26     | 4      | 5      | 1      | 6          | 0          | 37   | 5    |
| ケルン     | ブンデスリーガ | 1971-72    | 25     | 6      | 6      | 7      | 2          | 0          | 33   | 13   |
| ケルン     | ブンデスリーガ | 1972-73    | 30     | 3      | 8      | 3      | 5          | 0          | 43   | 6    |
| ケルン     | ブンデスリーガ | 1973-74    | 31     | 5      | 3      | 2      | 7          | 1          | 41   | 8    |
| ケルン     | ブンデスリーガ | 1974-75    | 34     | 4      | 4      | 0      | 10         | 3          | 48   | 7    |
| ケルン     | ブンデスリーガ | 1975-76    | 27     | 2      | 3      | 1      | 4          | 0          | 34   | 3    |
| ケルン     | ブンデスリーガ | 1976-77    | 24     | 6      | 5      | 4      | 5          | 0          | 34   | 10   |
| 合計       | 合計           | 合計       | 409    | 84     | 55     | 23     | 71         | 11         | 535  | 118  |

### 代表での成績
出典
| 西ドイツ代表 | 西ドイツ代表 | 西ドイツ代表 |
| 年           | 出場         | 得点         |
| ------------ | ------------ | ------------ |
| 1963         | 3            | 0            |
| 1964         | 4            | 1            |
| 1965         | 4            | 2            |
| 1966         | 13           | 3            |
| 1967         | 8            | 1            |
| 1968         | 8            | 2            |
| 1969         | 6            | 3            |
| 1970         | 12           | 2            |
| 1971         | 6            | 1            |
| 1972         | 0            | 0            |
| 1973         | 8            | 0            |
| 1974         | 9            | 2            |
| 通算         | 81           | 17           |

### 代表での得点
出典
| #  | 開催日        | 開催地                       | 対戦国         | 結果 | 大会                          |
| -- | ------------- | ---------------------------- | -------------- | ---- | ----------------------------- |
| 1  | 1964年6月7日  | フィンランド、ヘルシンキ     | フィンランド   | 4-1  | 親善試合                      |
| 2  | 1965年4月24日 | 西ドイツ、カールスルーエ     | キプロス       | 5-0  | 1966 FIFAワールドカップ・予選 |
| 3  | 1965年4月24日 | 西ドイツ、カールスルーエ     | キプロス       | 5-0  | 1966 FIFAワールドカップ・予選 |
| 4  | 1966年5月4日  | アイルランド、ダブリン       | アイルランド   | 4-0  | 親善試合                      |
| 5  | 1966年5月4日  | アイルランド、ダブリン       | アイルランド   | 4-0  | 親善試合                      |
| 6  | 1966年6月23日 | 西ドイツ、ハノーファー       | ユーゴスラビア | 2-0  | 親善試合                      |
| 7  | 1967年8月27日 | 西ドイツ、西ベルリン         | フランス       | 5-1  | 親善試合                      |
| 8  | 1968年5月8日  | ウェールズ、カーディフ       | ウェールズ     | 1-1  | 親善試合                      |
| 9  | 1968年9月25日 | フランス、マルセイユ         | フランス       | 1-1  | 親善試合                      |
| 10 | 1969年5月21日 | 西ドイツ、エッセン           | キプロス       | 12-0 | 1970 FIFAワールドカップ・予選 |
| 11 | 1969年5月21日 | 西ドイツ、エッセン           | キプロス       | 12-0 | 1970 FIFAワールドカップ・予選 |
| 12 | 1969年5月21日 | 西ドイツ、エッセン           | キプロス       | 12-0 | 1970 FIFAワールドカップ・予選 |
| 13 | 1970年4月8日  | 西ドイツ、シュトゥットガルト | ルーマニア     | 1-1  | 親善試合                      |
| 14 | 1970年4月8日  | メキシコ、メキシコシティ     | ウルグアイ     | 1-0  | 1970 FIFAワールドカップ       |
| 15 | 1971年6月22日 | ノルウェー、オスロ           | ノルウェー     | 7-1  | 親善試合                      |
| 16 | 1974年6月18日 | 西ドイツ、ハンブルク         | オーストラリア | 3-0  | 1974 FIFAワールドカップ       |
| 17 | 1974年6月30日 | 西ドイツ、デュッセルドルフ   | スウェーデン   | 4-2  | 1974 FIFAワールドカップ       |

## 獲得タイトル

### クラブ
- ブンデスリーガ 1回（1963-64）
- DFBポカール 2回（1967-68,1976-77）

### 代表
- FIFAワールドカップ 1回（1974年）